# Charles Van Nerom
Charles Jean Gaspar Van Nerom (9 juli 1896) was een Belgisch moderne vijfkamper.

## Levensloop
Van Nerom nam deel aan de Olympische Zomerspelen van 1928 te Amsterdam. Hij werd er 32e in het eindklassement van de moderne vijfkamp.